# Mogurnda lineata
Mogurnda lineata is een straalvinnige vissensoort uit de familie van de slaapgrondels (Eleotridae). De wetenschappelijke naam van de soort is voor het eerst geldig gepubliceerd in 1991 door Allen & Hoese.